# Gottgläubig

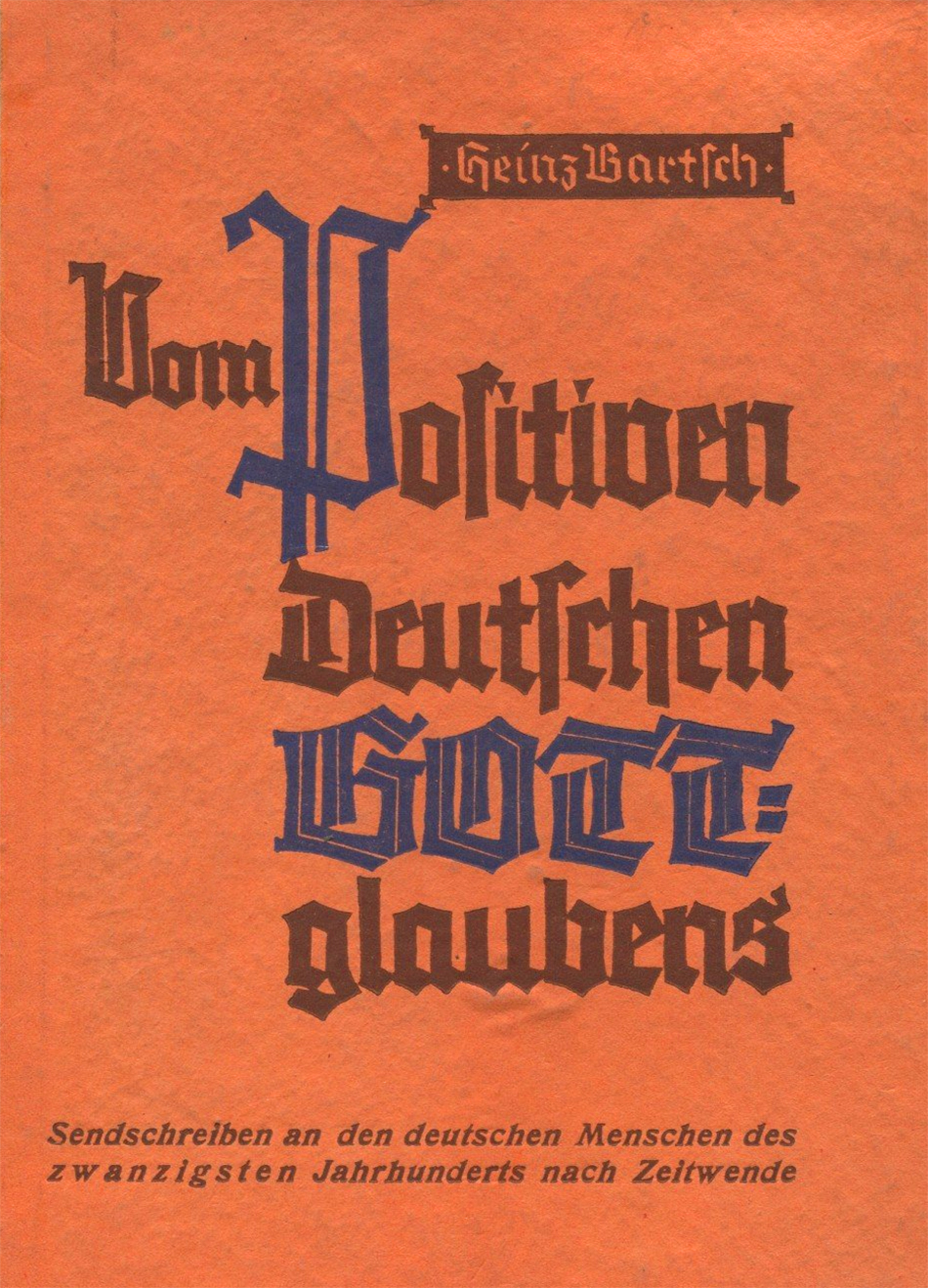
Обложка книги «О положительной немецкой вере в Бога», Хайнц Барч, 1939

Gottgläubig (с нем. — «верующий в бога», как движение — Gottgläubigkeit) — в нацистской Германии официальное обозначение вероисповедания лиц, отказавшихся от членства в одной из христианских церквей, но сохраняющих при этом какие-либо религиозные верования от христианства до германского неоязычества, нехристианского теизма, деизма и пантеизма.
По данным переписи населения 1939 года как «gottgläubig» определяло себя 3,5 % населения страны.

## История
Следуя постулируемому в национал-социалистической программе представлению о «позитивном христианстве», нацисты не приветствовали религиозные институты и стремились скорее к возрождению «золотой эры» христианства, одновременно отвергая атеизм любого рода и конфессии, противоречащие «моральному чувству германской расы».
После прихода Адольфа Гитлера к власти в 1933 году наметилась тенденция к установлению государственного контроля над церковью, которая выразилась, в частности, в заключении Имперского конкордата и преобразовании Немецкого евангелического церковного союза в Немецкую евангелическую церковь. К концу 1936 года вследствие ухудшения отношения между партией и церквями начался выход членов НСДАП из церкви (нем. Kirchenaustritt).
Термин «gottgläubige» был официально признан министром внутренних дел Вильгельмом Фриком 26 ноября 1936 года и — в отличие от уже существовавшего определения «glaubenslos» — подчёркивал политический, а не религиозный характер разрыва с церковью и сохранение веры.
Категория существовала вплоть до падения Третьего Рейха и сохранялась некоторое время после войны, например, в переписи населения 1946 года, проведённой во французской зоне оккупации, после чего вышел из официального обихода.

## Распространённость
Впервые категория «gottgläubig» появилась в переписи населения 17 мая 1939 года. Из 79,4 миллионов германских граждан этот вариант выбрало 2,7 миллиона (3,5 %). Согласно той же переписи, 94,5 % населения отнесло себя к протестантским и католической церкви, 300 000 (0,4 %) исповедовало иудаизм, 86 000 (0,1 %) придерживались других религий (мусульмане, буддисты, индуисты, неоязычники и т. д.), а 1,2 миллионов (1,5 %) были неверующими.
Чаще определяли себя как «gottgläubig» жители городских районов, хотя популярность НСДАП там была наименьшей: Берлин (10,2 %), Гамбург (7,5 %), Вена (6,4 %), Дюссельдорф (6,0 %) и Эссен (5,3 %).
Выбор данного вероисповедания был распространён среди членов СС, которые обычно выходили из церкви непосредственно до или вскоре после вступления в организацию (74 % среди вступивших в организацию до 1933 и 68 % — после этого). В СД данный показатель достигал 90 %.

### Среди нацистского руководства
В ноябре 1933 года, ещё до начала массовой кампании, с церковью порвал Альфред Розенберг. В начале 1936 года от римско-католической церкви отреклись Гиммлер и Гейдрих, затем ряд гауляйтеров, включая Мартина Мучманна (Саксония), Карла Ревера (Везер-Эмс) и Роберта Вагнера (Баден). В 1937 году примеру последовали многие нацисты протестантского вероисповедания.
Сам Гитлер при этом никогда не отказывался от членства в римско-католической церкви. В 1941 году он заявил генералу Герхарду Энгелю: «Сейчас, как и раньше, я католик и навсегда останусь им».